# Острово (Крупський район, Ігрушківська сільська рада)
Острово (біл. вёска Вострава) — село в складі Крупського району Мінської області, Білорусь. Село підпорядковане Ігрушківській сільській раді, розташоване в східній частині області.